# Pontelagoscuro

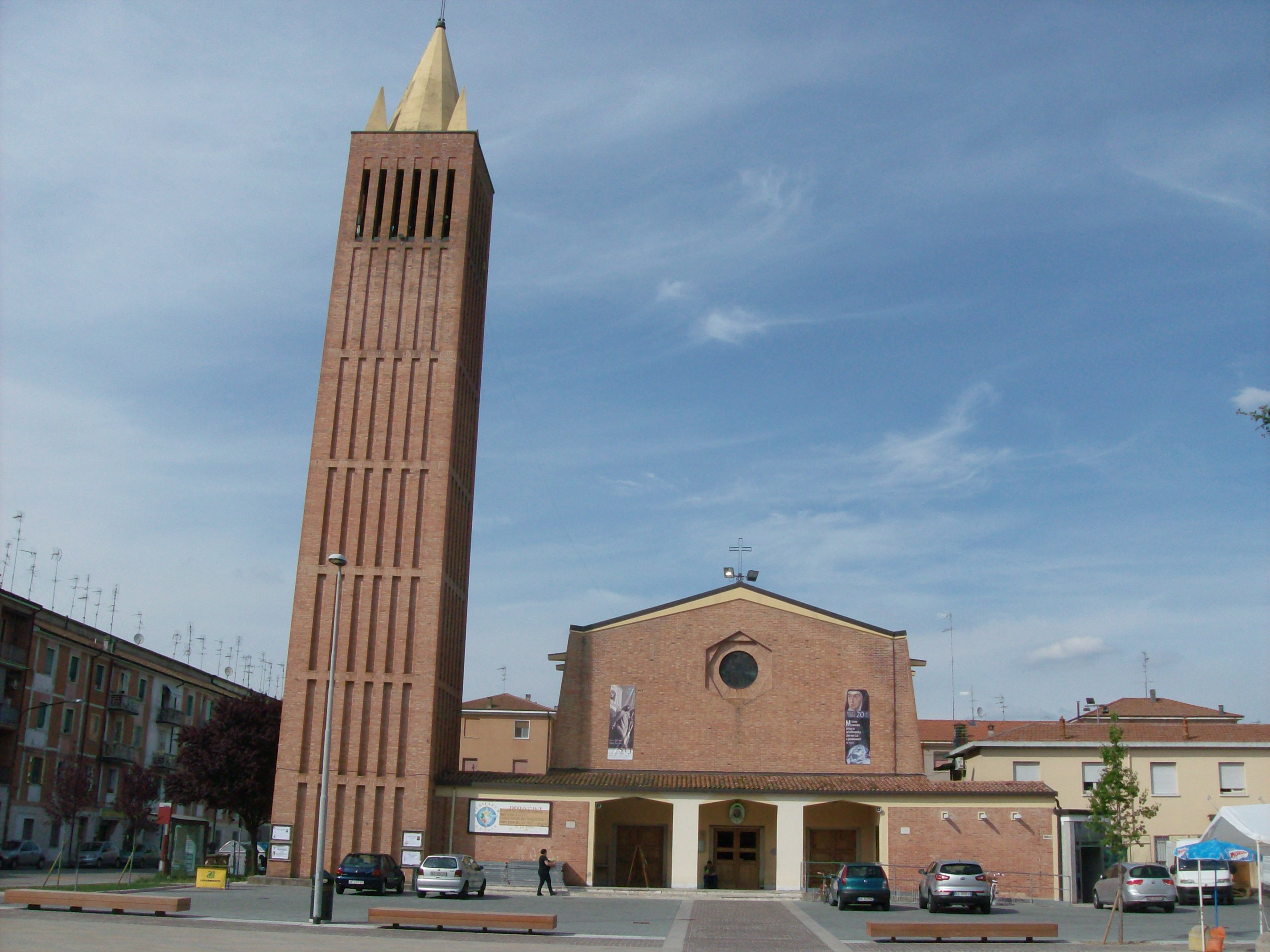
Parrocchia Arcipretale di San Giovanni Battista

Pontelagoscuro è una frazione del comune di Ferrara di circa 6 000 abitanti.

## Geografia fisica
Situata in zona in prevalenza pianeggiante a circa 7 chilometri da Ferrara è ubicata sulla sponda destra del Fiume Po, nel punto di minore larghezza del fiume, ove sono collocati i ponti ferroviario e stradale.
Da questa collocazione (il "ponte") prende il nome la località, luogo di transito e collegamento tra la provincia di Ferrara e la Regione Veneto.

## Storia

### La vecchia Pontelagoscuro
La fisionomia del centro storico di Pontelagoscuro era dominata dalla presenza della Via Coperta, un porticato lungo 110 metri con funzioni di magazzino, edificato nel 1648 per consentire lo stoccaggio delle merci che all'epoca risalivano il Po da ogni parte del mondo conosciuto, e qui venivano scaricate per essere smerciate nella bassa padana. Nel XV secolo gli Estensi fecero realizzare a Pontelagoscuro un grande ponte sul Po, lungo più di 700 metri, che poggiava su grosse imbarcazioni ed era difeso da bastioni e altre opere difensive.
Il porticato di Via Coperta pochi decenni dopo la costruzione era già completamente chiuso ai lati da botteghe, nel '700 era trasformato in una vera e propria galleria nella quale pulsava la vita commerciale del borgo.

Nel 1812 venne inaugurata una delle prime fabbriche di saponi al mondo, la "Chiozza Turchi", per molti decenni fornitrice ufficiale della casa reale d'Inghilterra.

### La nuova Pontelagoscuro

Piazza Erbe con la facciata della Via Coperta (fatta erigere nel 1648 dal card. legato Donghi e ampliata con magazzini nel 1671) prima della 2ª guerra mondiale. L'altra facciata prospettava direttamente sul porto fluviale

Tra la fine del XIX secolo e i primi del XX Pontelagoscuro conobbe un vorticoso sviluppo economico-industriale: contava 3 zuccherifici, 3 distillerie, 2 mulini, 1 fabbrica di concimi chimici, oltre al saponificio e a diverse altre attività minori.

A Pontelagoscuro avevano sede molti spedizionieri per la presenza della ferrovia (fin dal 1862 con la linea Pontelagoscuro-Bologna), del porto fluviale e della strada statale.
Nel 1912 venne collegata al centro cittadino di Ferrara per mezzo della Tranvia Ferrara-Pontelagoscuro che tuttavia sarà soppressa nel 1939.
Nel dopoguerra venne avviata la ricostruzione del paese sulla base di scelte urbanistiche alquanto deprimenti e prive di caratterizzazione: venne decisa la "traslazione" dell'agglomerato urbano a 600m dal fiume Po, recidendo in tal modo lo storico e intimo legame con il fiume, negando pertanto alla comunità l'unico legame con le proprie radici consistente nella memoria urbanistica del luogo. Venne peraltro deciso di consentire l'urbanizzazione del vecchio sito, per il 50% comunque occupato dai nuovi argini del Po, la quale avvenne in modo disordinato e senza alcun richiamo al reticolo viario originario, del quale venne conservata qualche traccia solo nella toponomastica e che venne distinto come Pontelagoscuro "Vecchio". Il nuovo centro, denominato per analogia Pontelagoscuro "Nuovo", ha pianta rettangolare ed è composto da una maglia di strade ortogonali e parallele disposte in direzione SW-NE.
A cominciare dagli anni cinquanta Pontelagoscuro conobbe un forte incremento demografico al quale fornì un grosso contributo l'immigrazione di lavoratori del nord delle Marche a seguito della chiusura dei bacini minerari sulfurei del comprensorio di Cabernardi, Sassoferrato, Arcevia, Pergola, Bellisio Solfare a cavallo tra la Provincia di Pesaro e Urbino e la Provincia di Ancona. A tutt'oggi la comunità marchigiana, con la discendenza, è stimata in circa 1500 persone a tal punto integrate che tra i prodotti tipici del luogo si annoverano senz'altro le specialità di quelle terre.

### Il bombardamento
I bombardamenti a tappeto alleati (34 incursioni) del 1944 hanno cancellato ogni traccia dell'antico borgo. Diversamente da qualsiasi altro luogo urbanizzato d'Italia è inutile la descrizione degli edifici ed immobili distrutti o gravemente danneggiati in quanto la distruzione fu pressoché totale. Agli abitanti che chiedevano, all'indomani della Liberazione, di poter tornare a casa, la municipalità rispondeva che purtroppo non era possibile fornire assistenza in quanto il paese era "completamente distrutto". La percentuale di distruzione venne dichiarata ufficialmente al 100% e vale su tutto un passaggio della relazione che il sindaco di Ferrara Giovanni Buzzoni compilò a presentazione dell'attività dell'amministrazione comunale dal 20 aprile 1946 al 31 dicembre 1947: "Una città, che aveva riportato danni oltre il 40,66% nei suoi edifici (...) chiedeva di riorganizzarsi al vivere civile. Una intera borgata, Pontelagoscuro, già fiorente di vita industriosa, era rasa al suolo quasi completamente che nessuno, dico nessuno, ad eccezione dei ferraresi che ben la ricordavano, avrebbe detto che lì un tempo si svolgeva una pacifica attività. Era talmente scomparsa da non venir nemmeno presa in considerazione ed elencata tra i luoghi danneggiatissimi quali proverbiali divennero Cassino, nell'Italia meridionale e Pianoro nella vicina provincia bolognese".

## Monumenti e luoghi d'interesse
- Percorso cicloturistico Destra Po: è la pista ciclabile più lunga d'Italia[3] e segue l'argine del fiume Po in provincia di Ferrara da Stellata di Bondeno a Pontelagoscuro (36 km), da Pontelagoscuro a Ro Ferrarese (15 km), da Ro Ferrarese a Serravalle (28,5 km), da Serravalle a Mesola (20,5 km), da Mesola a Gorino Ferrarese (22,5 km). È stata inaugurata il 9 settembre 2001.
- Oasi di protezione della fauna Oasi Isola Bianca.

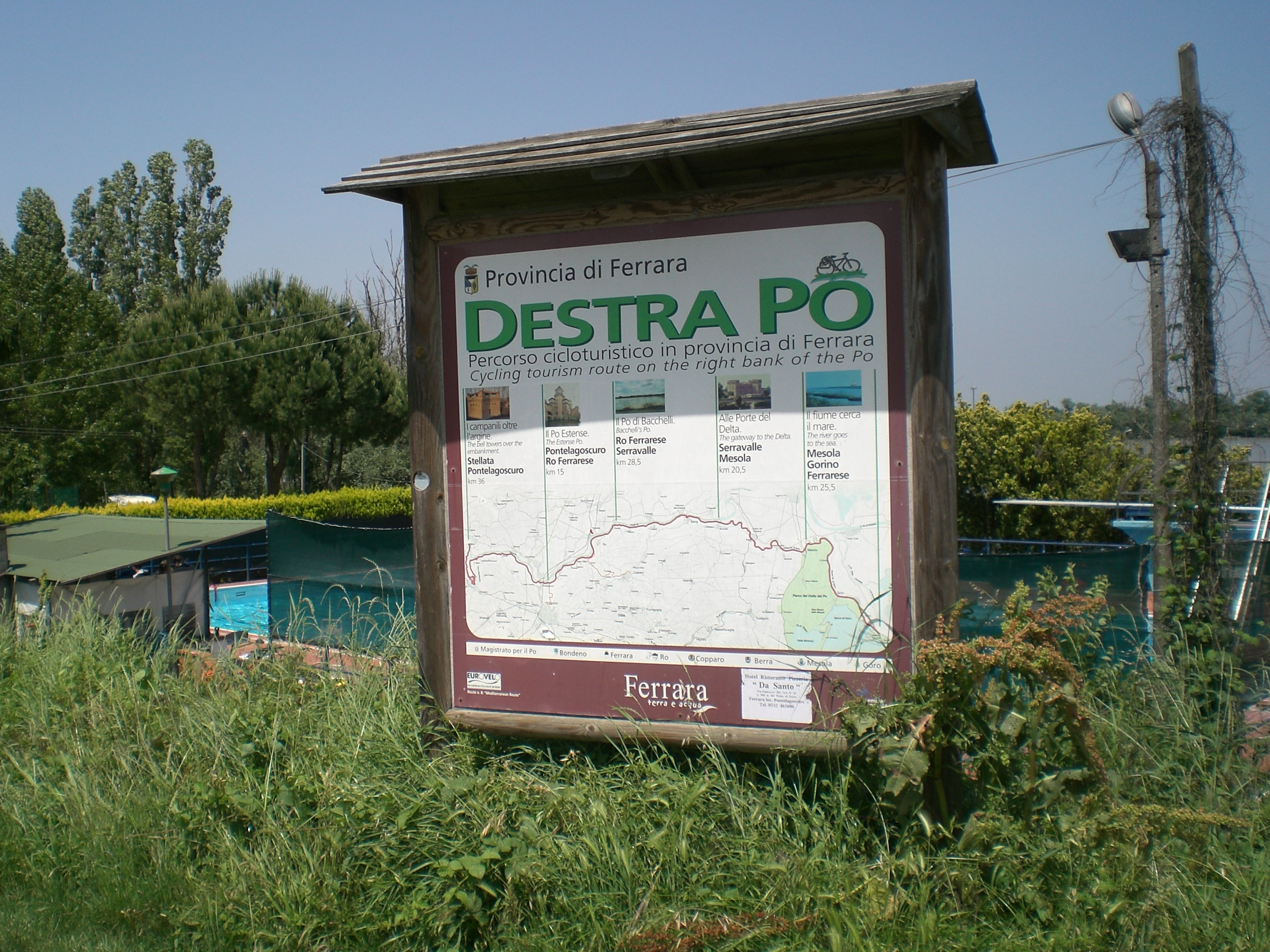
Cartello posto all'entrata della Destra Po

## Società

### Istituzioni, enti e associazioni
Nel Centro Civico sono ospitati, oltre agli uffici comunali (consiglio, presidenza, segreteria, anagrafe), alcuni servizi sanitari (poliambulatorio medico, prelievi, ambulatori specialistici, pediatria), il comando di zona della Polizia Municipale e le sedi di varie istituzioni, associazioni, sindacati. Il complesso contiene anche l'ufficio postale di Pontelagoscuro, la Sala Mostre intitolata al pittore pontesano Nemesio Orsatti, la quale ospita ogni anno esposizioni d'arte e non solo. 
Sul territorio di Pontelagoscuro sono presenti numerose altre istituzioni, tra le quali il Centro di promozione Sociale "Il Quadrifoglio", nato negli anni 70 del '900 come centro anziani ma che poi è stato trasformato in un luogo di promozione sociale dotato di varie strutture, tra cui un auditorium capace di contenere oltre 1 000 persone. Nel paese sono presenti anche un Circolo ACLI, un circolo ARCI, la Società Canottieri Ferrara A.S.D. e la cooperativa Germoglio. Molte di queste si sono riunite nel 2000 nel Comitato Vivere Insieme, che coordinando le varie sensibilità e capacità operative, organizza varie manifestazioni nel corso dell'anno riuscendo a finanziare piccoli progetti di solidarietà sociale. Altre istituzioni sono la neo Pro Loco di Pontelagoscuro, la Parrocchia di San Giovanni Battista e la Cooperativa Teatrale "Teatro Nucleo" che gestisce il Teatro Julio Cortazar in via della ricostruzione 40 (Ex Cinema Po).

### Presidenti di Circoscrizione
- 1980-1985, Franco Bruni
- 1985-1988, Aurelio Ricci
- 1988-1989, Marcello Pradarelli
- 1989-1995, Mauro Cavallini
- 1995-2004, Loredano Ferrari
- 2004-2009, Alberto Guzzinati
- 2009- 2014, Paola Boldrini

## Cultura

### Premio Tito Salomoni
Al pittore locale Tito Salomoni è intitolato un premio, organizzato dal centro di promozione sociale Quadrifoglio che annualmente, dal 1993, coinvolge le scuole elementari e medie del paese.

### Cucina
Il prodotto più rinomato e molto conosciuto nel ferrarese è un dolcetto chiamato "mandurlin dal pont". I mandurlin  sono biscottini ottenuti dalla cottura in forno di una spuma di chiara d'uovo montata a neve con zucchero e mandorle. In bocca si sciolgono ed hanno un sapore molto delicato. 
L'origine di questa delizia viene ricondotta ad un avvenimento storico: la visita straordinaria di Papa Pio IX nel 1857, il quale ebbe modo di gustarli, a quanto si dice, nella pasticceria Apollo lungo il passeggio sotto la via Coperta.

## Geografia antropica

### Urbanistica
L'area residenziale del borgo parte dal quartiere Barco, a sud, fino alle rive del Po, a nord. La viabilità negli ultimi anni è stata notevolmente migliorata grazie all'aggiunta dei nuovi sensi di marcia, alla nuova segnaletica stradale e alla nuova illuminazione pubblica. Il borgo assume così un andamento prevalentemente verticale, articolandosi lungo la via principale e, ad ovest, lungo la Via Vallelunga.

### Suddivisioni amministrative
Pontelagoscuro, all'atto della riforma del decentramento che superò le vecchie delegazioni comunali e istituì 11 circoscrizioni, divenne sede della Circoscrizione Barco-Pontelagoscuro del Comune di Ferrara. A seguito di un'ulteriore riforma che ridusse la circoscrizioni da 11 a 8, nel 1990, divenne sede della Circoscrizione Zona Nord nel cui territorio vennero inseriti Francolino, Pescara, Sabbioni e Fossadalbero. Infine un'altra riforma, nel 2009, ha accorpato le circoscrizioni che sono divenute 4 e la Circoscrizione Nord, della quale fa parte e di cui rappresenta il centro urbano più popolato, comprende ora anche l'ex Circoscrizione Nord-Ovest. Pontelagoscuro continua ad essere sede della Circoscrizione Nord.

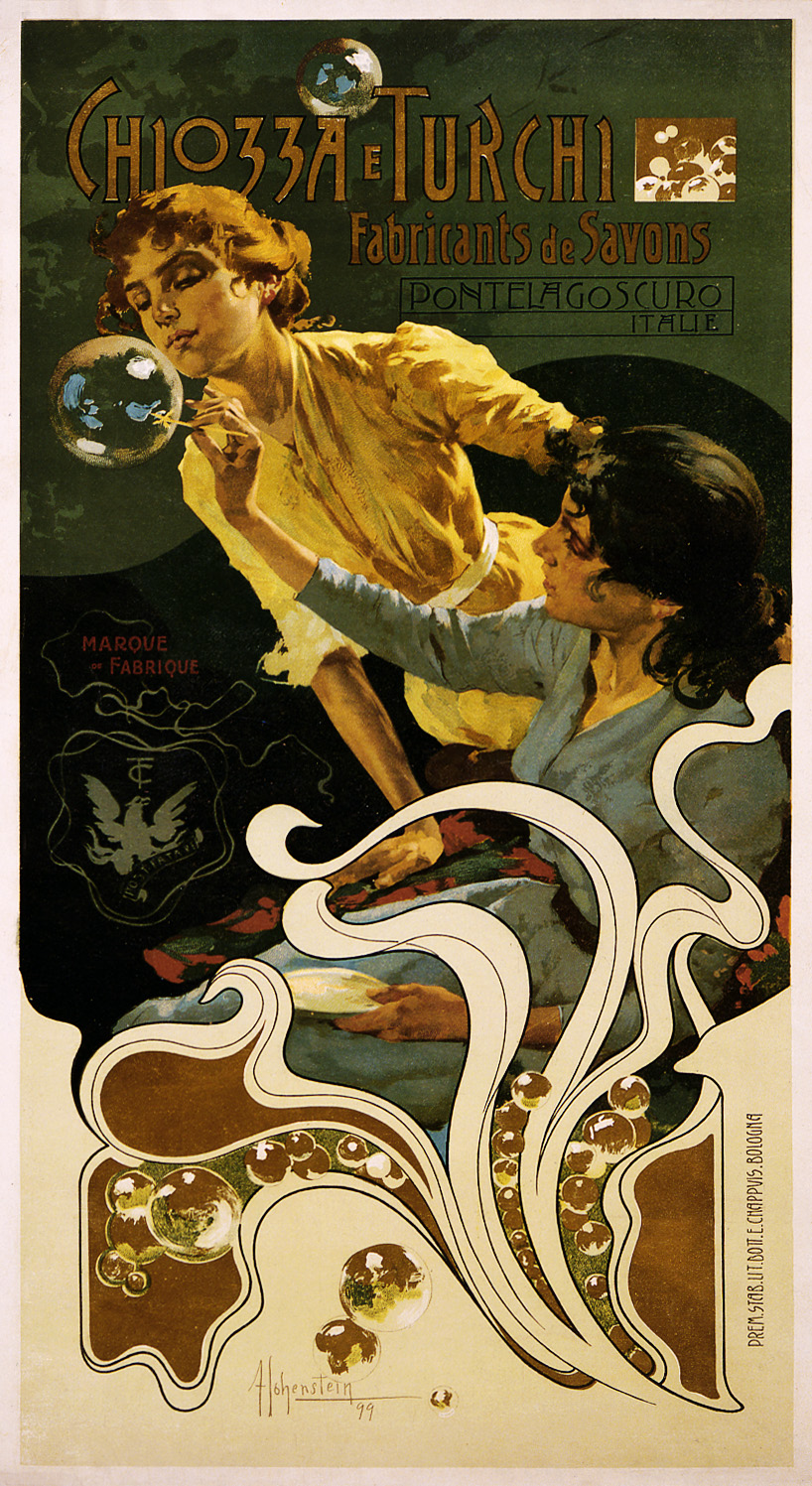
Pubblicità del 1899 di una fabbrica di saponi di Pontelagoscuro.

## Economia
Le attività principali sono: industrie chimiche, alimentari, commercio all'ingrosso. Un tempo l'attività principale era rappresentata dagli zuccherifici. Dal 1º gennaio 2008 anche l'ultimo ancora in attività ha cessato la propria produzione. L'area nella quale sono collocate le più rilevanti attività economiche è quella del Polo Chimico.

## Infrastrutture e trasporti

### Strade
La via principale di collegamento con Ferrara è la via Padova che segue il tracciato della Strada statale 16 Adriatica. L'arteria stradale di maggiore importanza è rappresentata dal Corso del Popolo. Tale strada collega Pontelagoscuro a Barco tramite la Via Bentivoglio e da qui a Ferrara. Da piazza Buozzi, piazza del mercato e sede della Circoscrizione Zona Nord, parte il viale Girolamo Savonuzzi il quale si innesta sulla via Vallelunga, ad ovest del borgo. Sempre da piazza Buozzi parte via Venezia, che procede verso nord collegando la parte "nuova" del paese con quella "vecchia", nei pressi della piazzetta Cavallini.

### Ferrovie
Pontelagoscuro è servita dall'omonima fermata ferroviaria, posta sulla ferrovia Bologna-Padova e servita da corse regionali svolte da Trenitalia e TPER nell'ambito del contratto di servizio stipulato con la Regione Emilia-Romagna.

### Porti
Essendo stato un antico porto fluviale in passato, oggi il borgo possiede ancora una via fluviale, il "Canale Boicelli", che partendo dal Po lo collega con il Po di Volano a Ferrara e da qui sino a Porto Garibaldi sul Mare Adriatico. Il progetto dell'Idrovia Ferrarese prevede quindi l'adeguamento del canale navigabile a fini turistici e commerciali con la costruzione di una nuova conca di attracco nella zona di Pontelagoscuro che rappresenterà il porto più importante insieme a quello della darsena di Ferrara e a quello di Porto Garibaldi.

### Mobilità urbana
Pontelagoscuro è servito dal trasporto pubblico locale dalle linee nº 11A, con capolinea a Santa Maria Maddalena, e 11B, con capolinea in Via Vallelunga, entrambe gestite da TPER.
Fra il 1912 e il 1939 la località era capolinea della tranvia Ferrara-Pontelagoscuro, unico collegamento classificato extraurbano della rete tranviaria di Ferrara.